# خامام
خامام (بالهندية: खम्मम) هي مدينة من مدن الهند. يبلغ عدد سكانها 184٬252 نسمة وذلك حسب إحصائيات سنة 2011. يبلغ ارتفاع المدينة عن سطح البحر قرابة 107 متر. تبلغ مساحتها 59 كم². وهي تقسيم إداري لدولة الهند تتبع ولاية أندرا برديش. وفي 19 تشرين الأول / أكتوبر 2012، رُقيت بلدية خمام المدنية إلى مؤسسة بلدية، تضم 14 قرية مجاورة.

## وصلات خارجية
- Khammam Municipal Corporation
- التعداد السكاني للهند
- الموقع الرسمي